# San Lorenzo Victoria
San Lorenzo Victoria là một đô thị thuộc bang Oaxaca, México. Năm 2005, dân số của đô thị này là 948 người.